# Războiul Sfânt (cântec)
Războiul Sfânt (în rusă Священная война este un cântec rusesc din perioada celui de-al Doilea Război Mondial compus în 1941 după invazia germane a Uniunii Sovietice, fiind unul din cele mai cunoscute cântece sovietice din vremea războiului. 

## Istoric
În momentul invaziei germane a Uniunii Sovietice din 22 iunie 1941, David Ortenberg, editorul revistei Krasnaia Zvezda (Steaua Roșie) l-a rugat pe poetul Vasili Lebedev-Kumaci să scrie o poezie adecvată. Pe 24 iunie 1941 poezia care a fost publicată de ziarul  Izvestia cât de Krasnaia Zvezda. Textul a atras atenția mai multor compozitori. La 27 iunie, editura Muzghiz a publicat un cântec al compozitorului Matvei Blanter. În aceeași zi, ziarul Pravda a publicat o scurtă notă arătând că Ansamblul Alexandrov pregătea un nou cântec	„Războiul Sfânt” compus de dirijorul acestuia Alexandr Alexandrov. Este prima mențiune a acestei variante a cântecului, publicată tot de Muzghiz la 30 iunie 1941.
Repetițiile au început înainte de publicare, Alexandrov scriind notele pe tablă pe care membrii ansamblului le copiau. La începutul lunii Iulie 1941 , în  Gara Belorusiei, din Moscova un grup al Ansamblului Alexandrov a prezentat pentru prima oară. Martori ai evenimentului susțin că melodia a fost cântată de cinci ori în șir. În mai 3—5 a fost instalată o placă memorială pentru .comemorarea evenimentului. Totuși, până îa 16 octombrie, 1941, cântecul ‘’’Războiul Sfânt’’ nu era  cântat frecvent deoarece organele de partid considerau că suna excesiv de tragic și nu crea imaginea unei victorii rapide ci a unei bătălii pe viață și pe moarte. Doar după 15 octombrie 1941, când trupele germane ocupaseră Kaluga, Rjev-ul and Tver-ul, cântecul a început să fie transmis la radio în fiecare dimineață după sunetele clopotelor Kremlinului. Popularitatea cântecului a crescut progresiv în timpul războiului, determinând înregistrarea de două ori pentru discuri de gramofon. 
Cântecul a continuat să fie cântat și după terminarea războiului, fiind inclus în repertoriul permanent al Ansamblului Alexandrov și al altor formații. În 22 mai 2007, Ansamblul Alexandrov a prezentat cântecul în timpul unui spectacol de la cartierul general al NATO din Bruxelles. .

## Text
| Text original în limba rusă | Traducere în limba română |
| Встава́й, страна́ огро́мная, Встава́й на сме́ртный бой С фаши́стской си́лой тёмною, С прокля́тою ордо́й. Припе́в Пусть я́рость благоро́дная Вскипа́ет, как волна́! Идёт война́ наро́дная, Свяще́нная война́! | Ridică-te, țară imensă, Ridică-te pentru o luptă până la moarte Împotriva sumbrelor forțe fasciste, Împotriva blestematei hoarde. Refren Lăsați nobila mânie Să se reverse ca un val Este războiul poporului, Un război sfânt! |
| Дади́м отпо́р души́телям Всех пла́менных идей, Наси́льникам, граби́телям, Мучи́телям люде́й! Припе́в                                                                                                | Vom lupta cu opresorii Cu ideile lor dogoritoare, cu infractorii, cu tâlharii, cu torționarii oamenilor Refren |
| Не сме́ют кры́лья чёрные Над Ро́диной лета́ть, Поля́ её просто́рные Не сме́ет враг топта́ть! Припе́в                                                                                                | Aripile lor negre nu vor mai îndrăzni Să zboare peste patria noastră, Pe câmpiile ei întinse Dușmanul nu va mai îndrăzni să pășească Refren                                                                                    |
| Гнило́й фаши́стской не́чисти Заго́ним пу́лю в лоб, Отре́бью челове́чества Сколо́тим кре́пкий гроб! Припе́в                                                                                           | Putredei murdării fasciste, Îi vom trage un glonț în frunte, Gunoiului omenirii Îi vom construi coșciugul. Refren |

## Traduceri în alte limbi
Cântecul Războiul Sfânt a fost tradus în diferite limbi:
- În ucraineană, de Mikola Bajan cu titlul ”Вставай, країно гордая» является” [2]
- În germană de Stephan Hermlin cu titlul ”Der Heilige Krieg”
- În poloneză de Krzysztof Gruszczynski cu titlul  ”Żołnierzu do szeregu stań”[3]. Также известна польская версия «Żołnierzu do szeregu stań» без упоминания СССР в тексте[4]
- În limba maghiară de János Zsombori cu titlul ”Fel, küzdelemre, hős Haza”.

## Controverse
Viktor Suvorov, un fost ofițer al Serviciului Sovietic de Spionaj (GRU) care a defectat [n Anglia, consideră că, pregătindu-se pentru un război cu Germania, îi dăduse ordin compozitorului Alexandrov încă din februarie 1941 să scrie un cântec patriotic, care să înflăcăreze populația în cazul unui război.  Nu există dovezi sau confirmări ale acestei afirmații.
După desmembrarea Uniunii Sovietice, au apărut publicații, cele mai importante fiind cele ale lui Andrei Malgin, care îl acuzau pe Lebedev-Kumaci  de plagiarism, afirmând că preluase poezii scrise de A.A. Bode. un profesor de literatură din Rîbinsk. )]). Tribunalul care a judecat cazul a ajuns la concluzia că acuzația este nefundată.  Există articole care arată că în Arhiva de Stat Rusă pentru Literatură și Artă există manuscrise ale lui Lebedev-Kumaci în care corecturile succesive pe care ke-a făcut în timpul compunerii poeziei sale. . 
În  anii 2018-2019 cobzarul ucrainean Taras Silenko a descoperit că melodia cântecului Războiul Sfânt este identică cu cea a unui cântec al ucrainienilor care în anii 1918-1921 s-au luptat împotriva forțelor bolșevice ” Повстань, повстань, народе мій.” Nu există nicio înregistrare a melodiei acestui  cântec, versurile fiind incluse lntr-o povestire a lui Iurko Stepov din 1947  . În timpul celui de al doilea război mondial, Armata Insurecțională Ucraineană a avut un cântec intitulat ”Ось день війни” Textul și melodia respectivă, foarte similară cu cea a lui Alexandrov au fost publicate în 1950 ) și republicate în 1996 Aceste lucrări prezintă exclusiv cântecele Armatei Insurecționale Ucrainene și nu susțin identitatea cu cele din anii 1918-1921. Totuși, în urma Invazieia Rusiei în Ucraina popularitatea versiunii lui Taras Silenko a crescut.